# 色拉乡
色拉乡，是中华人民共和国四川省甘孜藏族自治州稻城县曾经下辖的一个乡。2019年12月23日，四川省人民政府批复同意撤销色拉乡、傍河乡，合并设立噶通镇。

## 行政区划
色拉乡撤销前下辖以下地区：
白中村、龙伍村、阿朗村、同斗村、朗中村、寒洪村、口提村、普力村和八美村。